# Heinslein
Heinslein, manchmal auch „Heinzlein“ geschrieben und im Dialekt „Hansla“ gesprochen, ist eine historische Biersorte. Sie wurde bis ins frühe 20. Jahrhunderts in Bamberg und Umgebung gebraut.

## Brauprozess
Bei dem damals üblichen Maischeverfahren wurde das Malz nicht vollständig ausgelaugt, sondern beinhaltete nach dem Sud noch viele Lösungsstoffe. Deshalb kochten die Brauer die Malzrückstände, Treber genannt, ein zweites Mal aus. Daraus entstand der Heinslein – ein Nach- oder Dünnbier mit geringem Alkoholgehalt, dem zur besseren Haltbarkeit reichlich Hopfen beigesetzt werden musste. Die Lagerung erfolgte wie beim Vollbier in kühlen Felsenkellern.

## Charakteristika
Aufgrund seines geringen Alkoholgehalts diente Heinslein in erster Linie als Durstlöscher. Gerade in der warmen Jahreszeit war es für schwer arbeitende Menschen das wichtigste Getränk, denn im Gegensatz zum oftmals unreinen Brunnenwasser war Heinslein abgekocht und damit keimfrei. Hinzu kam, dass Heinslein erschwinglich war und nur ein Fünftel dessen kostete, was man für ein normales Vollbier zu zahlen hatte. Wie wichtig dieses Dünnbier für die Bamberger Bürger war, beschrieb der Bierbrauermeister Johann Adam Messerschmitt im Jahr 1836 so: „Dieses Getränke ist ein solches Bedürfnis, daß man hier sagen kann, es komme für die arbeitende und arme Klasse gleich nach dem Brode.“ Obwohl das staatliche Bierregulativ im Königreich Bayern die Herstellung von Nachbier eigentlich nicht vorsah, gab es dafür immer wieder lokale Ausnahmeregelungen. Aus Sorge um das Steueraufkommen war die Abgabe von Heinslein jedoch an strenge Auflagen gebunden: Er durfte nur von den Brauern selbst und nur für den sofortigen Verzehr (Minuto-Verschleiß) ausgeschenkt werden – ein Weiterverkauf des Nachbiers an andere Gastwirte war untersagt.
Mit der Einführung der Gewerbefreiheit in Bayern im Jahr 1865 wurde das Bierregulativ obsolet. Damit entfiel auch die vorgeschriebene Gussführung, mit der die Mindestmenge an Malz im fertigen Bier festgelegt worden war. In der einsetzenden Phase der Industrialisierung dürfte die Zahl der Braubetriebe, die Heinslein herstellten, recht schnell abgenommen haben. Ein letzter Hinweis zur Existenz des Heinsleins findet sich im Oktober 1907, als die Gastwirte die ansässigen Brauereibetriebe boykottierten. In diesem Streit, der als Bamberger Bierkrieg bekannt wurde, ging es neben der Preiserhöhung auch um ein Ausschankverbot für das Nachbier.